# Bataillons Louise Michel
Deux bataillons de volontaires francophones des Brigades internationales de la Guerre d'Espagne furent nommés d'après Louise Michel, la «Vierge Rouge» une héroïne de la Commune de Paris en 1871. Ils furent créés en novembre/décembre 1936.
- Le premier bataillon était un groupe existant de volontaires qui opère à Barcelone. Il fut absorbé dans les bataillons formant la XIe Brigade Internationale.
- Le second fut créé à Albacete à partir des volontaires francophones. Vers la fin du mois de janvier 1938, il fut fusionné avec le Bataillon Henri Vuillemin de la XIVe Brigade internationale.